# Brahestads gamla kyrka

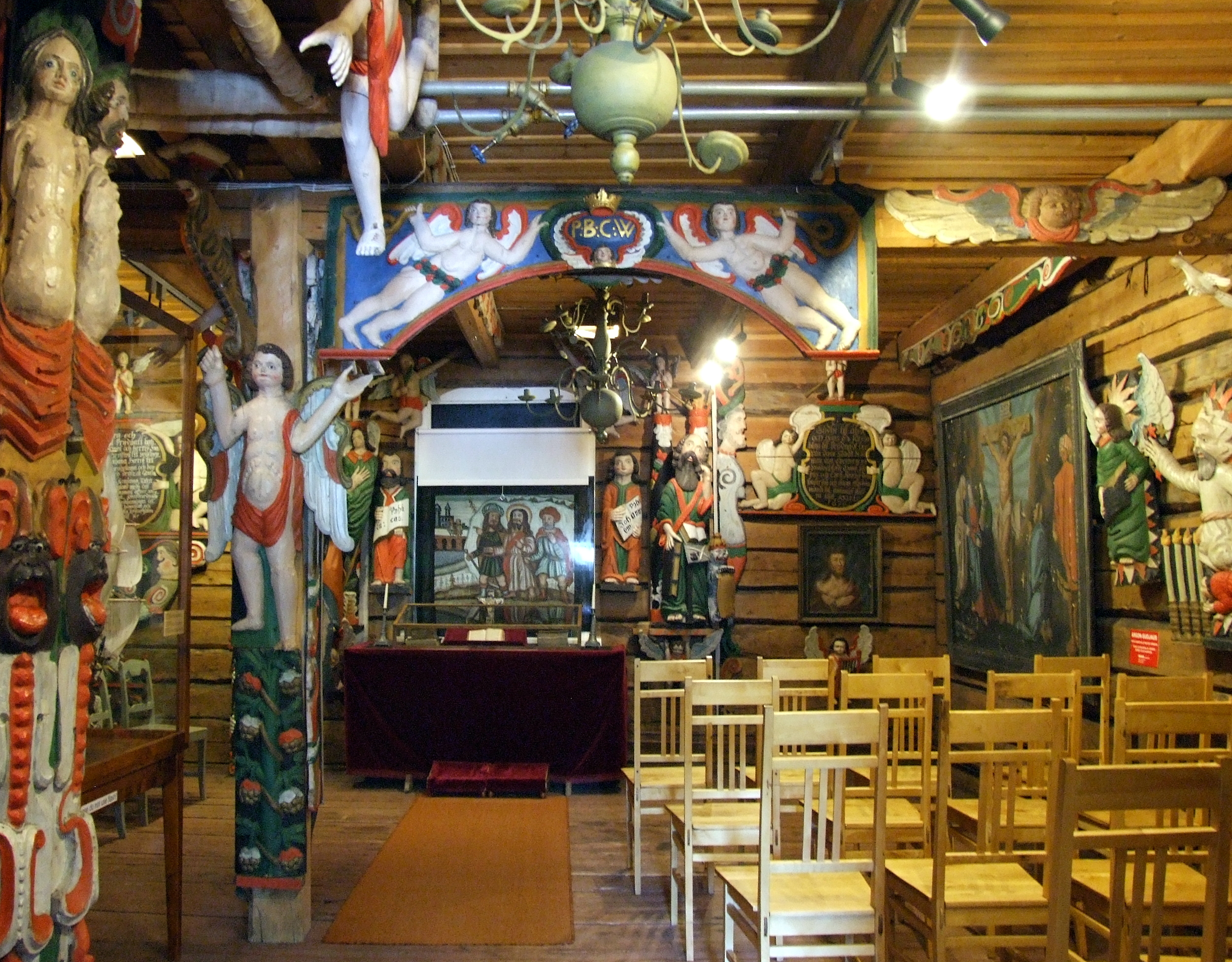
Kyrkoinredning, idag i Brahestads museum.

Brahestads gamla kyrka (finska: Raahen vanha kirkko) var en kyrka i Brahestad i Norra Österbotten, som invigdes 1655 och brann ned i juli 1908.
Efter grundläggandet av Brahestad (först Saloinen) flyttades en predikstol från Ristikari till ursprungliga första torget, nuvarande Myhrbergs park, som Brahestads första kyrka. Därefter uppfördes en större långkyrka i trä vid Kyrkogatan, som stod klar 1655. Brahestads borgmästare Henrik Corte engagerade Mikael Balt att utföra en predikstol, som också stod färdig 1655. Mikael Balt gjorde senare träskulpturer för Brahestad kyrka mellan 1669 och 1673.
År 1884 restaurerades kyrkan in- och utvändigt. Stockinteriören kläddes med brädor och träskulpturerna rengjordes och målades. Flertalet skulpturer lades dock efter detta till förvaring i klockstapeln.
Brahestads gamla kyrka ersattes av Brahestads kyrka i granit, som uppfördes på samma plats 1909–1912.

## Bildgalleri

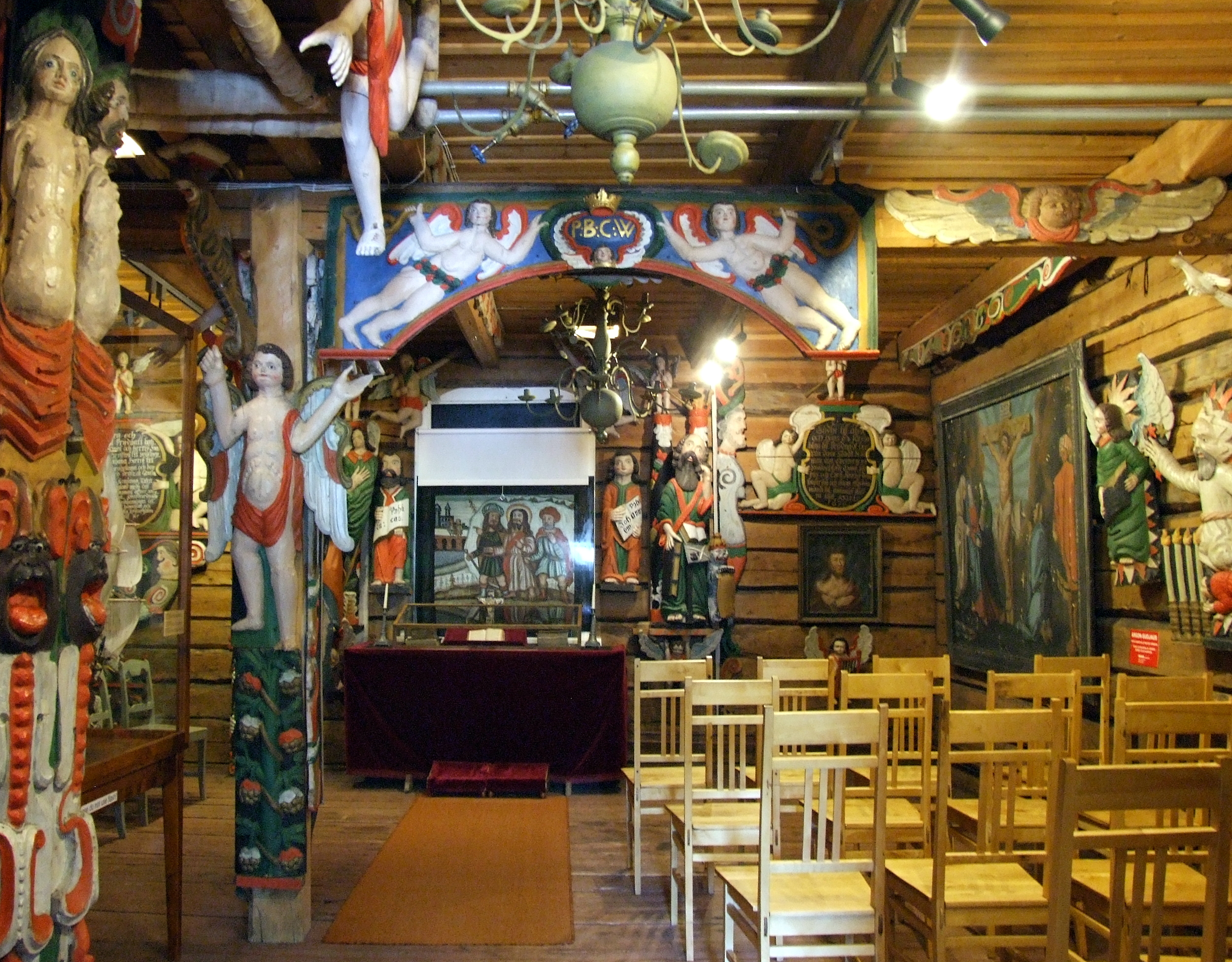
Kyrksal i Brahestads gamla kyrka, nu i Brahestads museum.
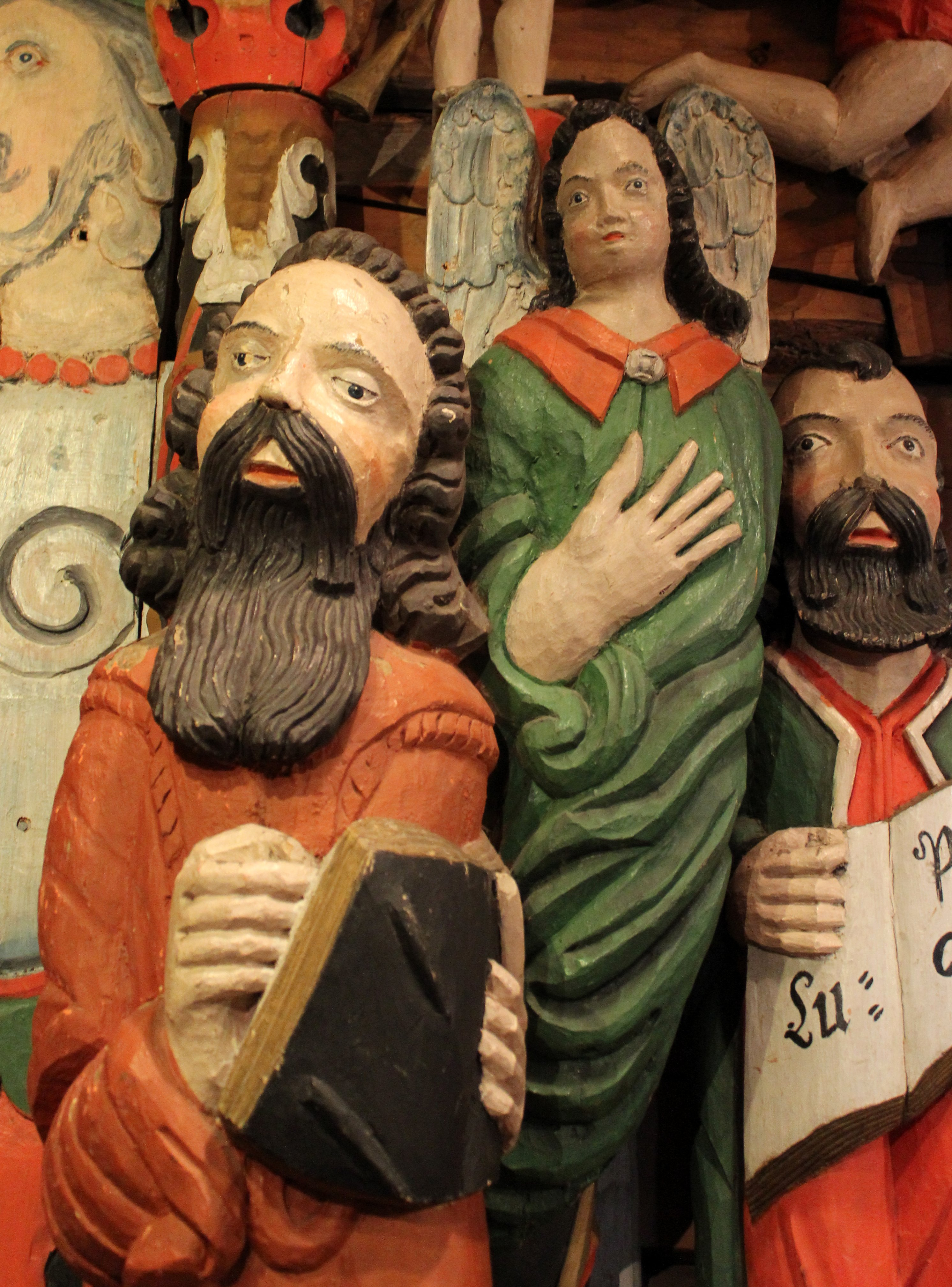
Evangelisten Markus.
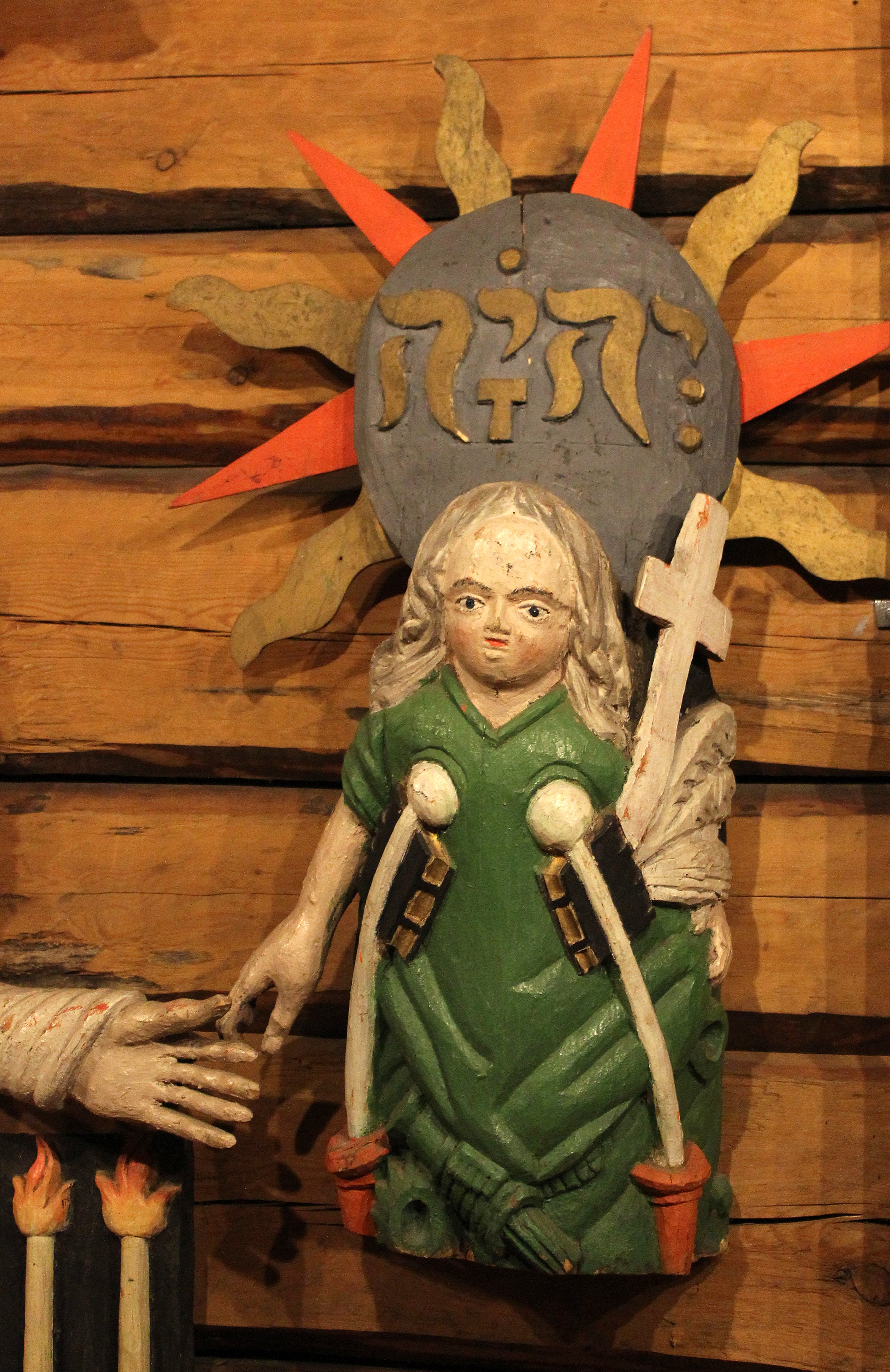
Sankta Agata.
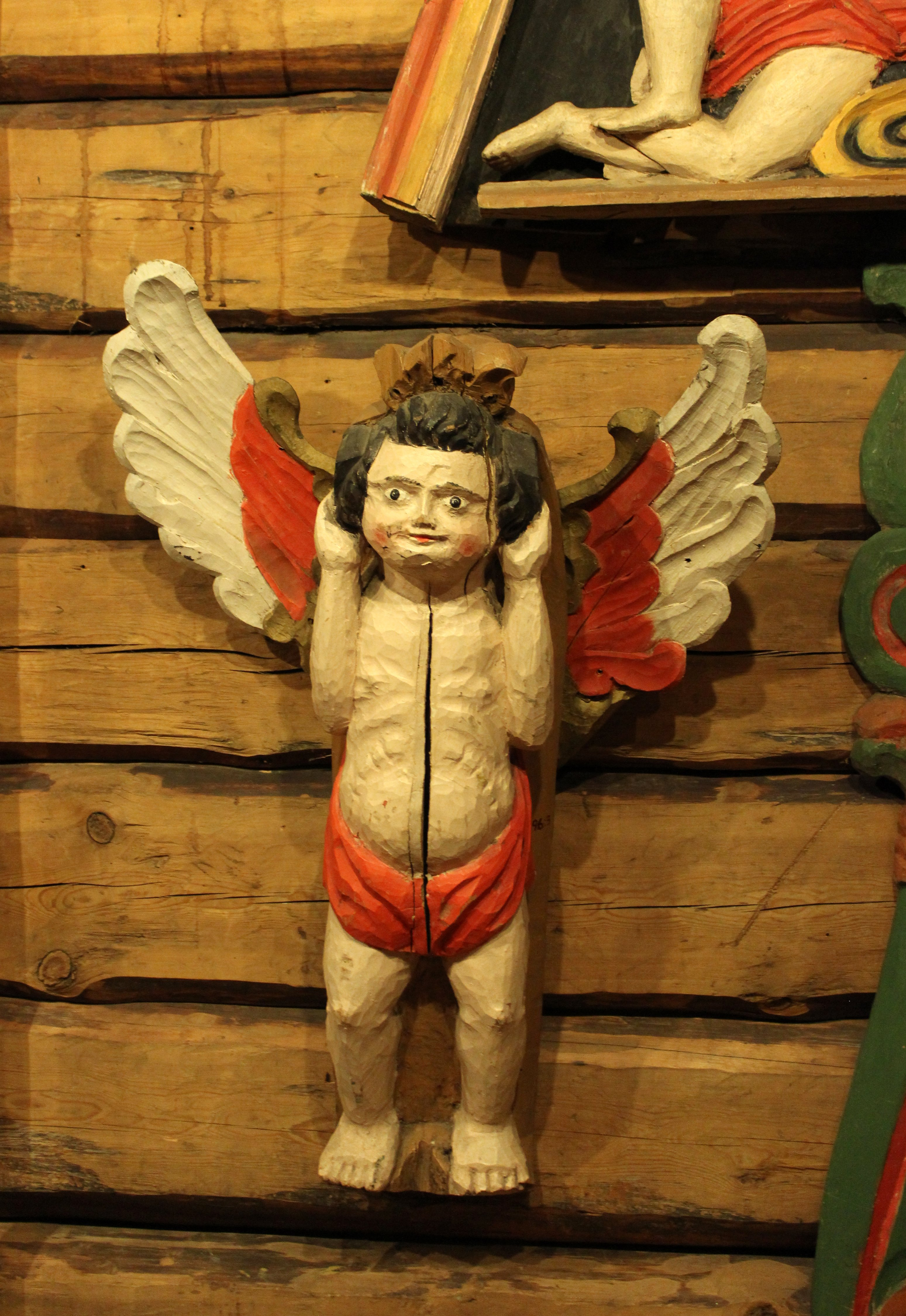
Ängel som lyssnar på musik.
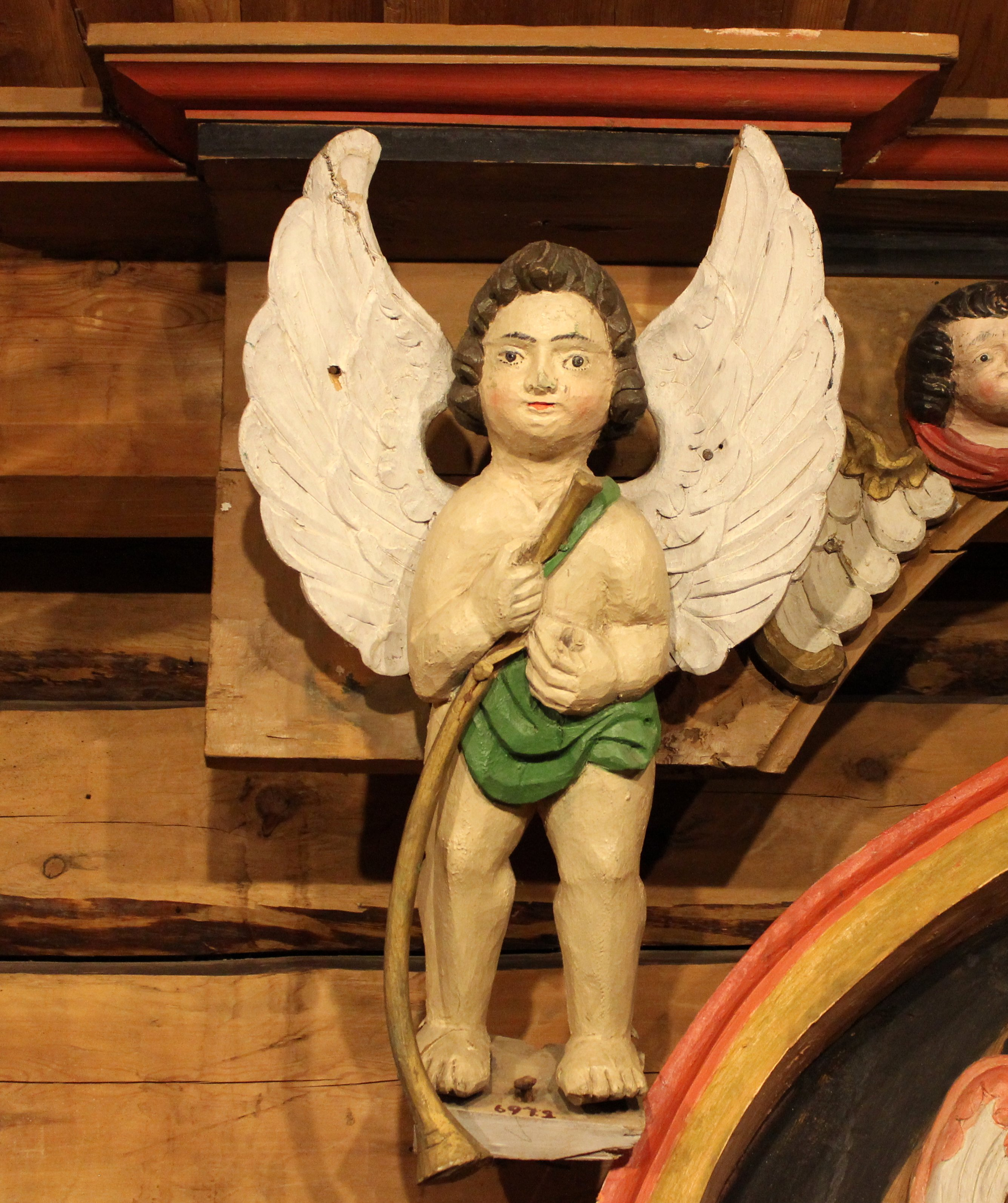
Änglatrumpetare.
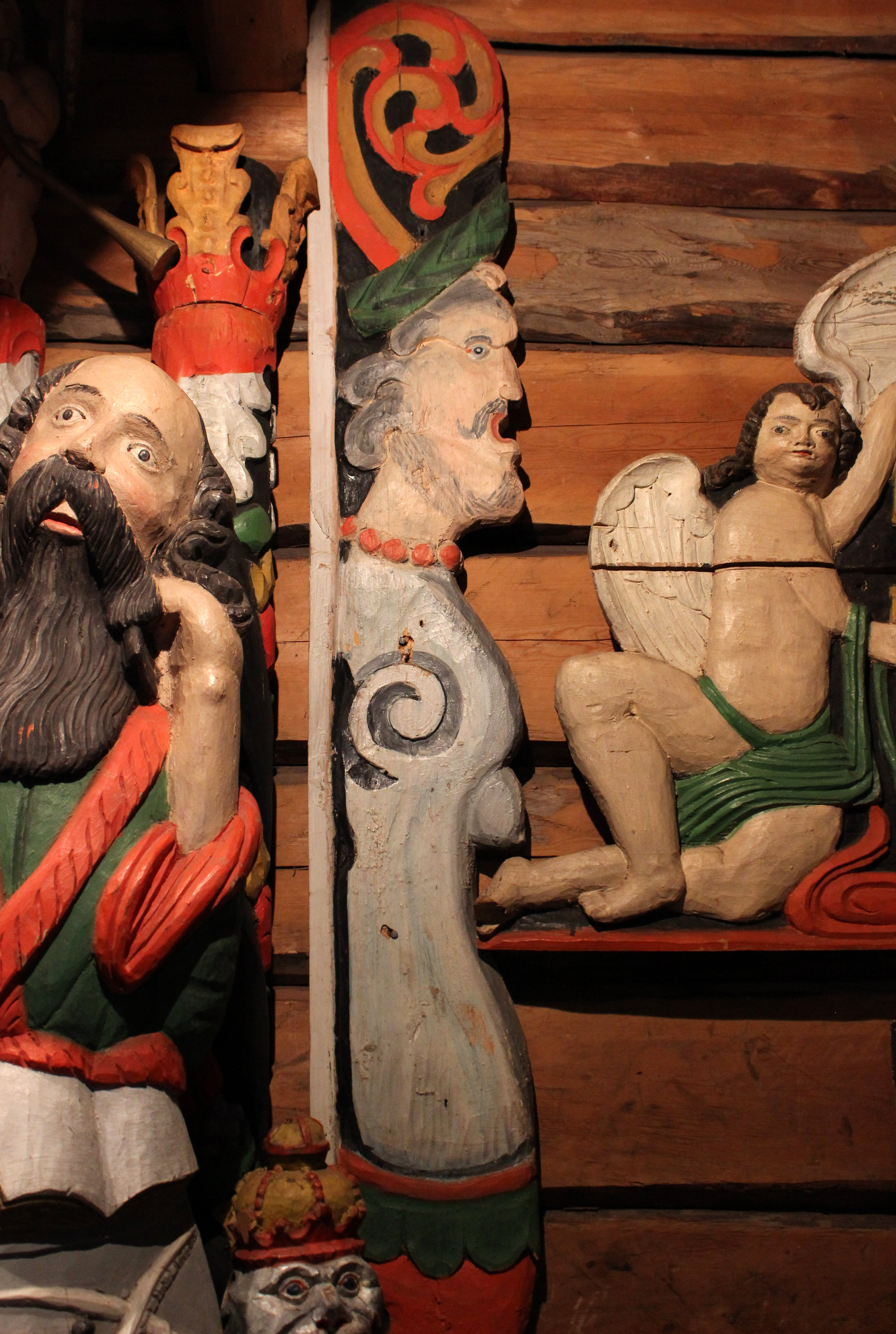
Hermafrodit.
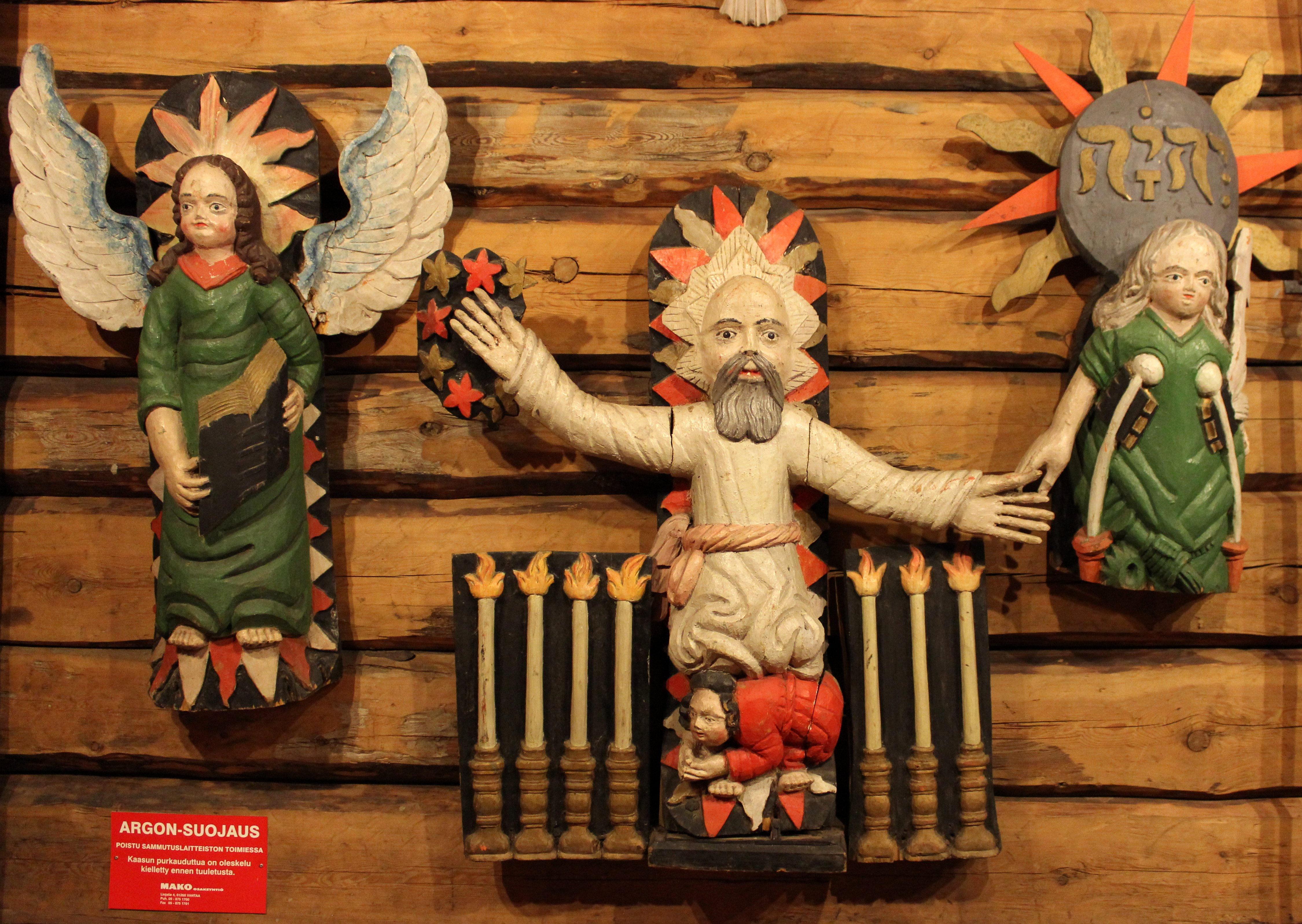